# Перематкино
Перематкино — деревня в Александровском муниципальном районе Владимирской области России, входит в состав Каринского сельского поселения.

## География
Деревня расположена в северо-западной части области, в зоне хвойно-широколиственных лесов, на берегу реки Молокча, при региональной автодороге 17Н-96, в 14 км на юго-запад от центра поселения села Большое Каринское и 16 км на юго-запад от города Александрова.

### Климат
Климат характеризуется как умеренно континентальный, с умеренно тёплым летом, холодной зимой, короткой весной и облачной, часто дождливой осенью. Среднегодовая температура воздуха — +3,4 °C. Годовое количество атмосферных осадков — 549 миллиметров, из которых большая часть выпадает в тёплый период.

## История
В середине XIX века деревня Перематкино входила в состав Андреевского прихода. Центром прихода являлась церковь святого Андрея в селе Андреевском (Туркино), располагавшемся на южной окраине деревни Перематкино.  В 1859 году в деревне Перематкино числилось 13 дворов, в селе Андреевском (Туркино) — 7 дворов и 54 жит. В 1905 году в деревне Перематкино было 23 двора, в погосте Андреевском-Туркино — 4 двора и 12 жит., к нему также относились усадьбы Зубова и Баранова.
В XIX — начале XX века деревня входила в состав Махринской волости Александровского уезда. 
С 1929 года деревня входила в состав Лизуновского сельсовета Александровского района, в 1941-65 годах в составе Струнинского района.
В 1979 году в состав деревни вошёл посёлок  детского санатория Лизуновского сельсовета (Решение Владимирского облисполкома № 586 от 11.06.1979).

## Население
| 1859 | 1905 | 1926 | 2002 | 2010 | 2021 |
| ---- | ---- | ---- | ---- | ---- | ---- |
| 102  | ↗133 | ↘98  | ↘42  | ↘22  | ↗28  |